# مايلز د. وايت
مايلز د. وايت (بالإنجليزية: Miles D. White)‏ هو شخصية أعمال أمريكي، ولد في 1955 في منيابولس في الولايات المتحدة.

## وصلات خارجية
- مايلز د. وايت على موقع إن إن دي بي (الإنجليزية)